# Silverudds Blå

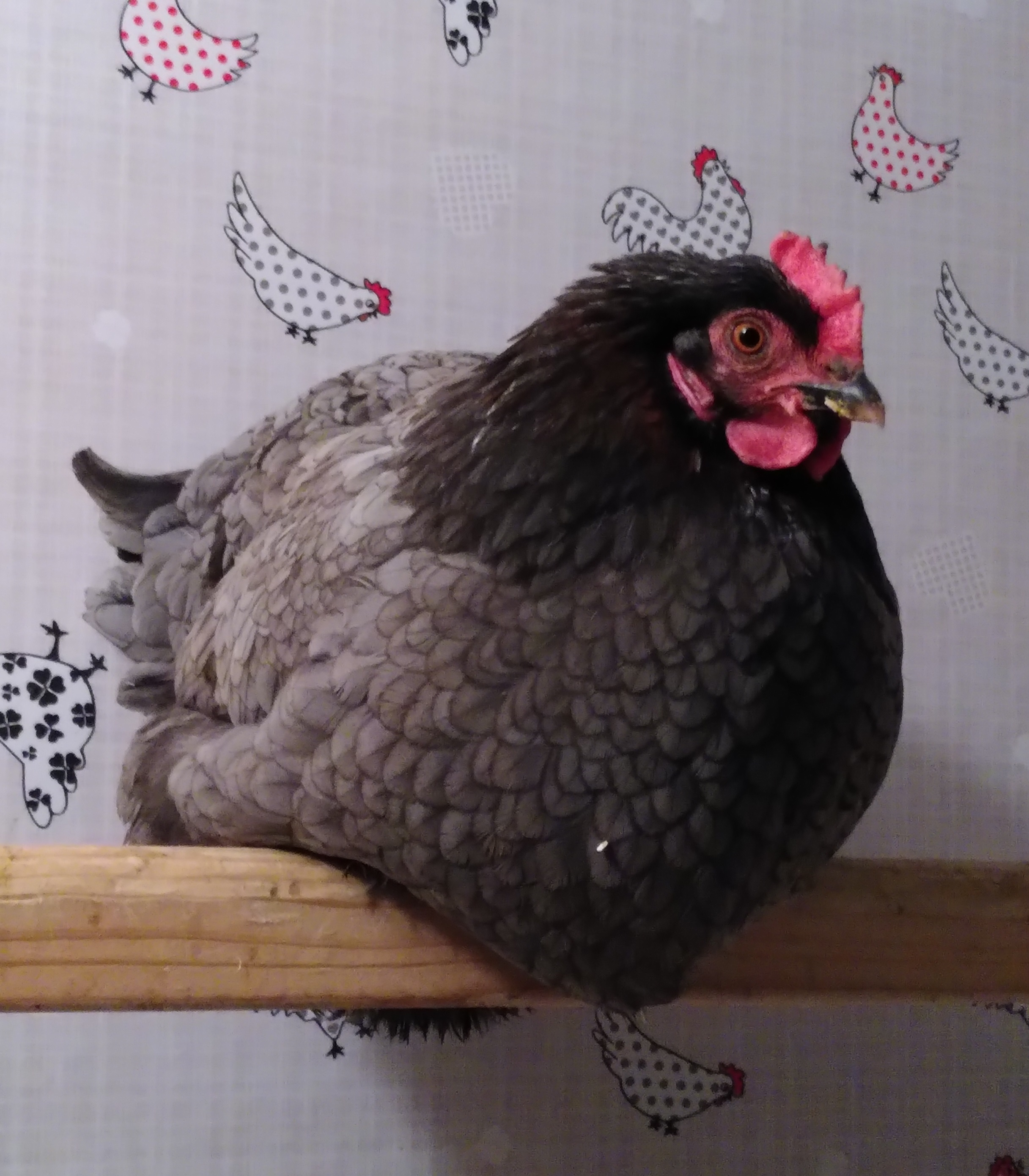
Silveruddsblå höna

Silverudds blå är en kulturhönsras skapad av svenske Martin Silverudd på 1940-talet. Rasen lägger ca 250  ägg per år, som väger ca 50–65 gram styck. Stamboken för Silverudds blå höns hålls av Svenska Kulturhönsföreningen. 

## Utseende
Den silverudds blå hönan är medelstor, där hönan väger ca 1,5–2 kg och tuppen ca 2,5 kg. Det är en vänlig, aktiv och livlig höna, en duktig födosökare som är snabb i vändningarna och uppmärksam. 

### Färger
Den silverudds blå hönan eller tuppen är antingen svart, blå eller spättad. Den genetiska grundfärgen är svart, som sedan bleks i enkel uppsättning till blått, eller i dubbel uppsättning till spättat.

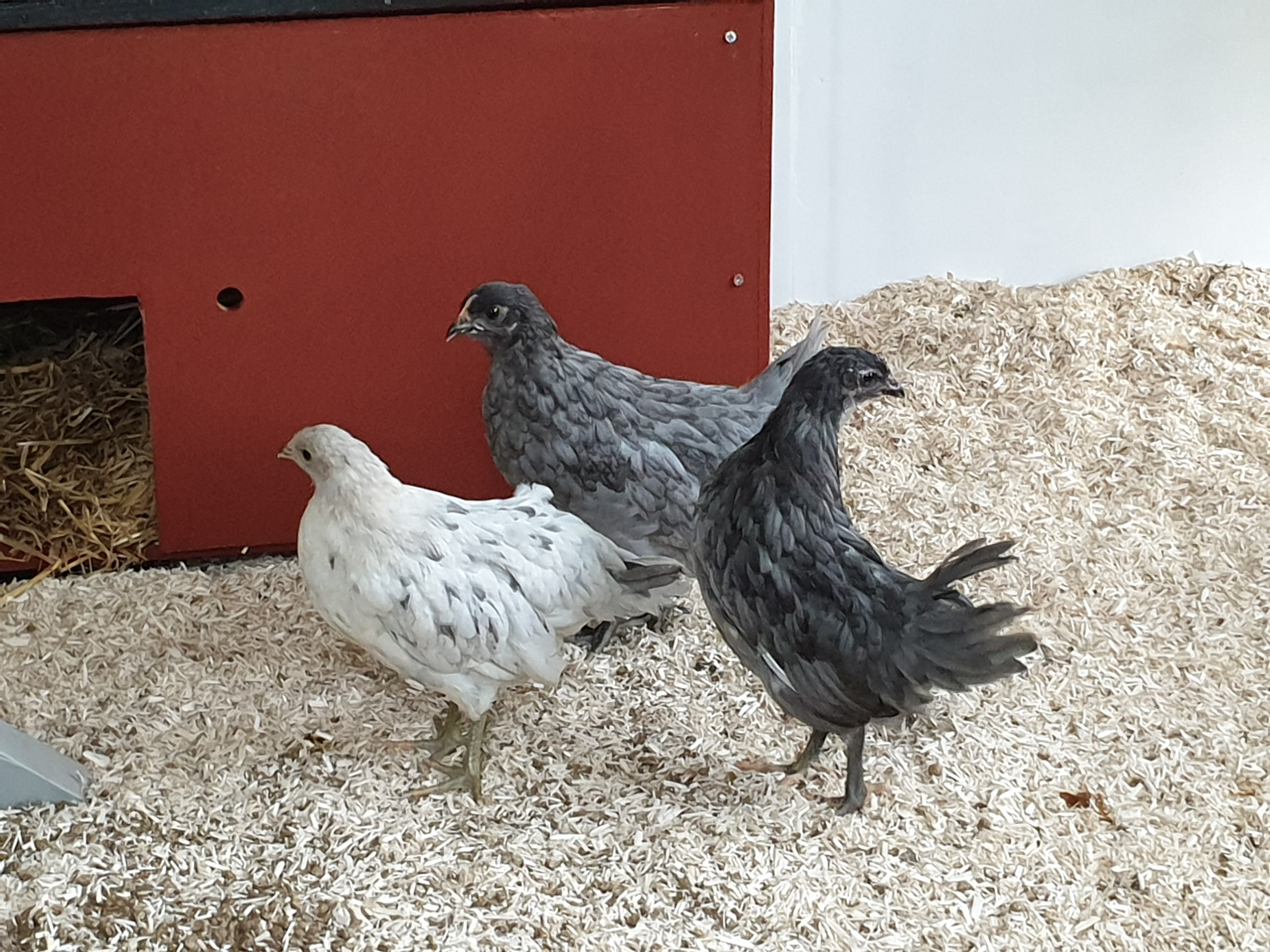
Silveruddsblå unghönor i mörkblått, ljusare blågrått och spättad färg.

De svarta silverudds blå hönsen har en enfärgat svart grundfärg, med enstaka påfågellika regnbågsskimrande fjädrar. De glänser ofta i grön- eller blåskimrande i solljuset. Hönorna är vanligen enfärgat svarta, medan tupparna har metalliskt färgade nack- och sadelfjädrar - ofta i silver- eller guldtoner. 
Blå silverudds blå hönor kan vara allt från en blekt blå till en mörkare, nästan närapå indigoblå färg. Hönorna har antingen en enfärgad fjäderdräkt, eller en blå grundton med mörkare fläckar. De silverudds blå tupparna har samma typ av metalliskfärgade hals- och sadelfjädrarna som de svarta. 
Spättade silverudds blå höns har en vit grundfärg, med enstaka blå och svarta fjädrar vilket ger ett fläckigt intryck. De kläcks som vita eller krämgula kycklingar innan de utvecklar sin fläckiga fjäderdräkt. 

## Historia
När Martin Silverudd gick bort år 1986, kallades de Silverudds blå hönorna för "Svensk grönvärpare". Rasen var troligtvis inte färdigställd. Därav har rasen idag en stor variation gällande storlek, äggskalsfärg och kroppsstorlek. 

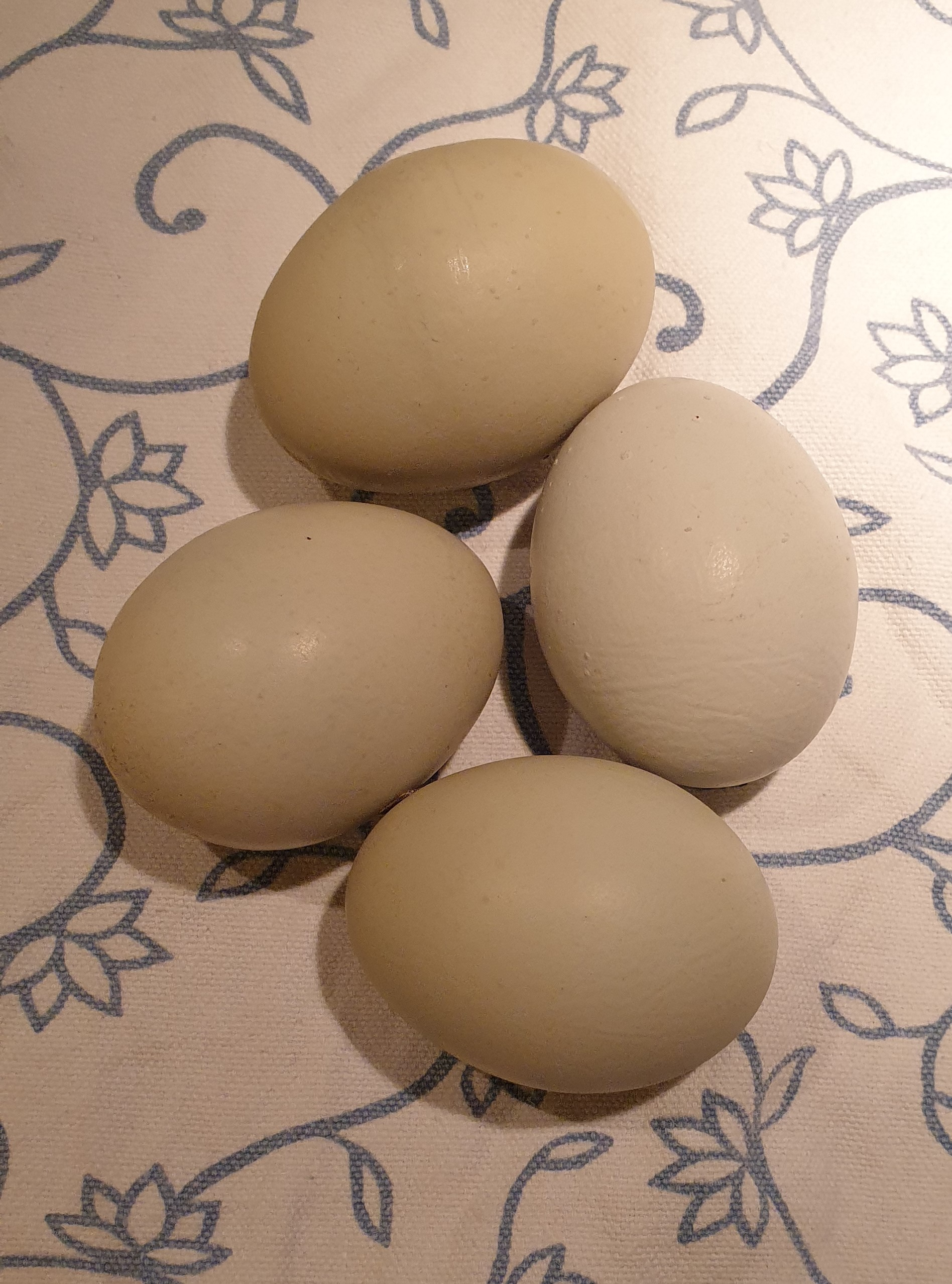
Ägg från Silverudds blå hönor.

Rasen kallades inledningsvis felaktigt för Isbar vilket är en annan av Martin Silverudds raser. Rasen har senare döpts om till Silverudds blå av Svenska Kulturhönsföreningen för att hedra dess skapare. 
För att skapa rasen använde Martin Silverudd individer av New Hampshire som var av mindre storlek, tillsammans med småväxta individer av Rhode Island Red. För att skapa den blekt blågröna äggskalsfärgen användes Creme Legbar-höns. De Silveruddsblå hönornas blå fjäderdräkt kommer troligen från Australorp-hönor. Rasen anses vara en av de svenska gamla kulturhönsraserna, som Svenska kulturhönsföreningen aktivt arbetar för att bevara. 